# 東京ゲーテ記念館

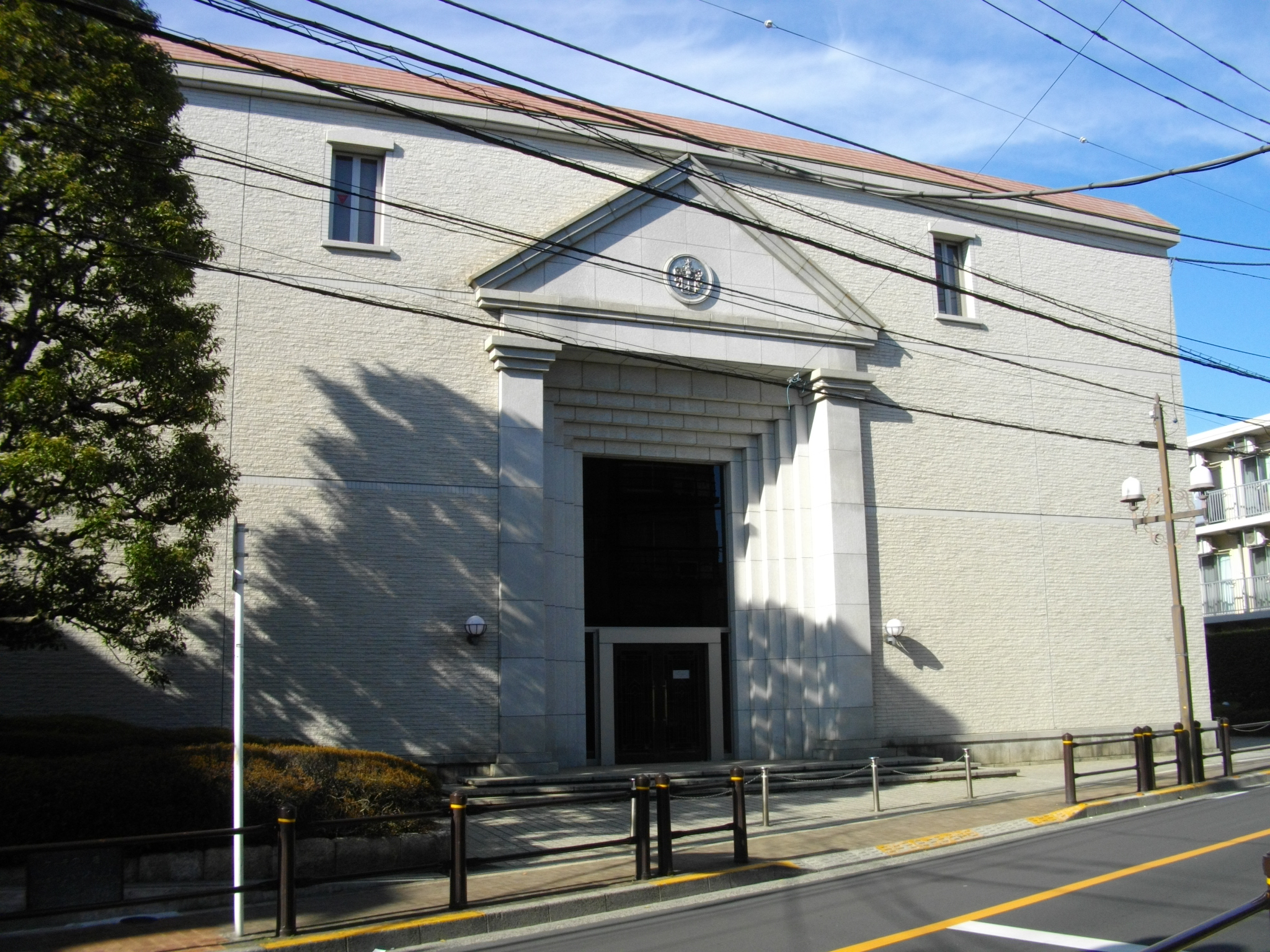
現在の東京ゲーテ記念館

東京ゲーテ記念館（とうきょうゲーテきねんかん）は、東京都北区西ケ原にある、ドイツの文豪・ヨハン・ヴォルフガング・フォン・ゲーテに関する文献を集めた私立図書館である。一般財団法人東京ゲーテ記念館が運営している。

## 概要
茨城県出身の実業家・粉川忠によって、ゲーテの生誕200年にあたる1949年に財団法人東京ゲーテ協会が発足し、東京都北区王子で活動を開始した。さらに1964年に、東京都渋谷区神泉町に初代東京ゲーテ記念館を竣工した。
当館は粉川忠が組織的に収集したゲーテに関する書籍や資料を集めた図書館で、ゲーテに特化した資料を集めた資料館としては世界でもユニークな存在である。
1988年に東京都北区西ケ原に移転し、現在の建物が完成。運営は、公益法人制度改革に従い、2013年4月より非営利特化型「一般財団法人」となった。

## 初代東京ゲーテ記念館
初代の東京ゲーテ記念館は、東京都渋谷区神泉町の国道246号沿いに立地していた。1964年の竣工で、地上6階地下1階建ての建物であった。建物の5階が書庫になっており、ここにゲーテに関する文献が収められていた。
2階は事務室と応接室。3階が会議室。4階が展示室になっており、6階が粉川忠の住まいであった。新刊書籍は、粉川みずから書店におもむいて購入、古書の多くは、複数の古書店から購入した。新聞・雑誌掲載のゲーテ関連記事は、切り抜きサービス等の会社と提携し、定期的に入手した。
非売品や学会誌、社内誌、展覧会の案内、切手やラジオ・テレビの情報、ゲーテ劇の台本等もあり、「ゲーテのありとあらゆるものを集める」という理想を貫徹しようとした時期もある。
また分類法も独特で、その書籍のありとあらゆる情報を記載したやり方で作られた図書カードは、従来の図書館の検索カードよりも詳細なものであった。
しかし当時は、資料の「一般公開」はしていなかったので、利用者は粉川の私的な関係を通じて来る利用者に限られていた。
この建物は、設備の老朽化のため、1988年に東京都北区に移転した。

## 現在の東京ゲーテ記念館
現在の東京ゲーテ記念館は1988年に竣工し、蔵書はすべて引き継がれ、それまで限定的だった文献の閲覧も要予約ながら誰でも閲覧できるようになった。
また本記念館の前の道は、北区道路課が「ゲーテの小径」と名付け、ゲーテに関する詩が掲載されたレリーフがある他、記念館前はゲーテパークといったゲーテの詩の掲げられたポケットパーク（区立）も存在する。

### 利用案内
- ゲーテに関する文献・情報・質問を電子メール等で迅速に提供することに近年力を入れている。基本的に利用料は無料。
- 館内見学は、コロナ禍を機に廃止。

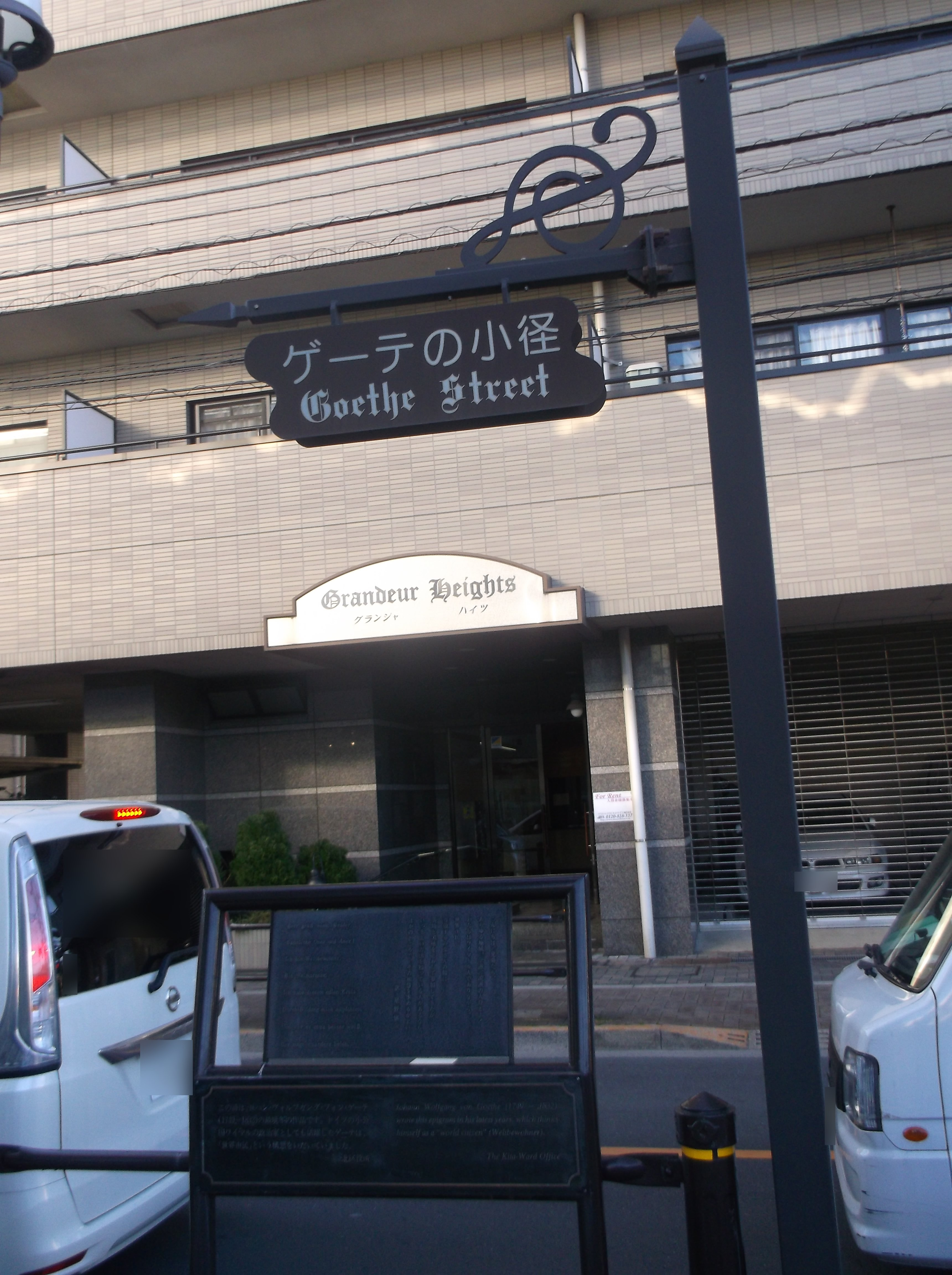
ゲーテの小径
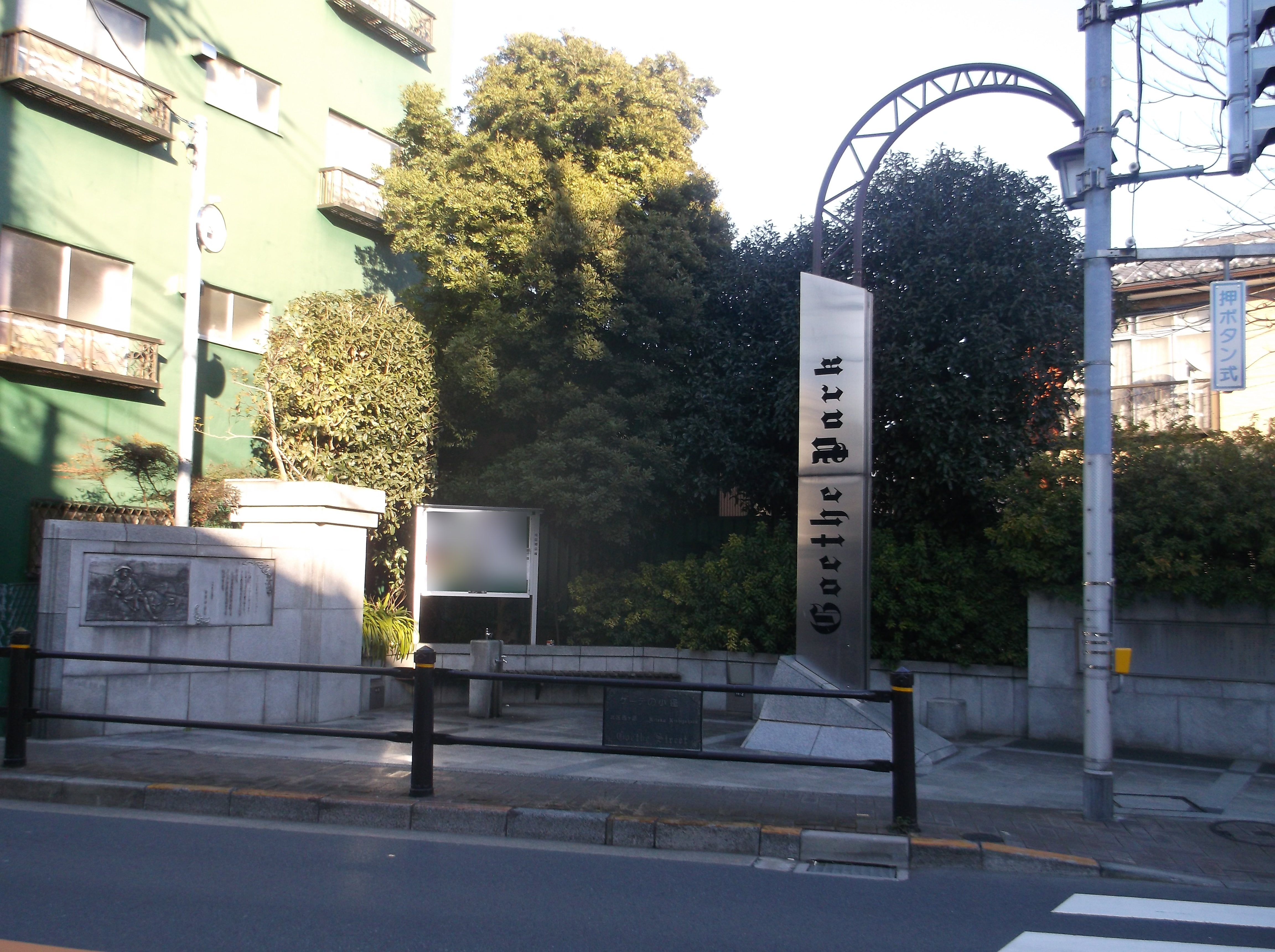
ゲーテパーク

### 所在地
- 東京都北区西ケ原二丁目30番1号
- 東京メトロ南北線西ケ原駅から徒歩5分
- 都電荒川線滝野川一丁目停留場より徒歩7分

## 外部サイト
- 東京ゲーテ記念館公式サイト

座標: 北緯35度44分46.3秒 東経139度44分22.4秒 / 北緯35.746194度 東経139.739556度